# Purity (série télévisée)
Purity est une série télévisée américaine adaptée du roman éponyme de Jonathan Franzen, qui sera diffusée sur Showtime. Vingt épisodes, décomposés en deux saisons, ont été commandés. Le tournage est prévu en 2017.
Elle sera produite par Scott Rudin mais aussi par Daniel Craig dans le rôle principal. Ceux-ci ont déjà collaboré ensemble sur le film Millenium.
À la suite de la décision de Daniel Craig de reprendre son rôle dans James Bond 25, la série est finalement annulée.

## Synopsis
La rencontre d'une jeune femme sans but réel dans sa vie et d'un charismatique et provocateur chef d'entreprise.

## Distribution
- Daniel Craig : Andreas Wolf